# Turaki
Turaki (Musophaginae) – podrodzina ptaków z rodziny turakowatych (Musophagidae). 

## Występowanie
Podrodzina obejmuje gatunki występujące w Czarnej Afryce.

## Systematyka
Do podrodziny zalicza się następujące rodzaje:
- Gallirex Lesson, 1844
- Menelikornis Boetticher, 1947
- Tauraco Kluk, 1779